# Dumb and Dumber To
Dumb and Dumber To es una película de comedia del género buddy film coescrita y dirigida por los hermanos Bobby y Peter Farrelly, estrenada el 14 de noviembre de 2014. Se trata de una secuela de la película Dumb and Dumber, de 1994. Las estrellas de la película Jim Carrey y Jeff Daniels repiten sus roles 20 años después del primer film, el cual también cuenta con las actuaciones de Laurie Holden, Kathleen Turner, Rachel Melvin y Rob Riggle.

## Argumento
Veinte años después de los eventos de la primera película, Lloyd Christmas ha estado en dicho tiempo en Baldy View Sanitarium, un manicomio, desde su condenado romance con Mary Swanson. Durante una reciente visita, Harry Dunne descubre que Lloyd lo engaño haciendo pensar que fue traumatizado todo el tiempo. Se dirigen a su apartamento, donde Lloyd conoce a Butthole, un gato callejero a quién Harry adoptó hace unos pocos años, además estar en compañía de Ice Pick, quién es compañero de habitación de Harry para pagar la renta mientras Lloyd estaba en el manicomio, y Harry revela que necesita un trasplante de riñón.
Van a la casa antigua de Harry, pero Harry no puede tener un riñón de sus padres porque son adoptivos, y sus padres biológicos están muertos. Antes de irse, el padre de Harry le da su correo que ha estado recolectando desde se mudó. incluye una postal de su exnovia, Fraida Felcher, alrededor de 1991, la cual dice que está embarazada y necesita hablar con Harry. Después de ser localizada por Lloyd y Harry, Fraida admite que tuvo una hija llamada Fanny y que la dio en adopción. Dos años atrás, ella le escribió a Fanny una carta, pero fue respondida con la petición de no contactarse con ella otra vez.
Esperando que Fanny pueda dar un riñón, Lloyd y Harry manejan una carroza fúnebre que Fraida les dio a Oxford, Maryland, donde Fanny reside. El Dr. Bernard Pinchelow y su esposa Adele son los padres adoptivos de Fanny, quién ha tomado el nombre de Penny. Esta va a una convención de KEN en El Paso para dar un discurso del trabajo de su padre; Bernard no puede asistir debido a su enfermedad. Penny se le da un paquete para que sea recibido por uno de los anfitriones de la convención, pero es algo inepta para realizarlo, termina olvidando tanto el paquete como su teléfono.
Adele intenta envenenar a Bernard y Penny para hacerse con la fortuna del primero, con la ayuda de su amante secreto, Travis Lippincott, quien es el encargado del aseo en la casa. Lloyd y Harry llegan para informar a los Pinchelows de la situación. Bernard se da cuenta de que Penny dejó el paquete, el cual el dice que es una invención que vale billones, y Adele sugiere que Lloyd y Harry dejen el paquete a Penny. De tal manera que pueda adquirir los contenidos de la caja, Travis acompaña a Harry y Lloyd. Molesto por las travesuras del dúo, los deja sordos en el camino con un cuete y Travis aprovecha y trata de matarlos, pero lo que no sabía es que el dúo dejaron el auto estacionado en una vía de tren y termina golpeado por un tren antes de que pueda hacerlo, matandolo, pero el dúo (debido a que estaban sordos) piensan que Travis aprovecho de que estaban sordos, para robar la carroza y dejarlos abandonados, así que toman prestados los aparatos auriculares de una anciana en un hospital. Adele se entera de la muerte de Travis, gracias al hermano gemelo de este último, el Capitán Lippincott, un exmilitar, quien acepta ayudar a Adele a asesinar a Lloyd y Harry.
Mientras se marchan a El Paso, el dúo se topa con el antiguo auto en forma de perro de Harry, el cual Lloyd había intercambiado por una mini-motocicleta en la primera película, y deciden robarla para manejarla el resto del camino, solamente para que se desplome cuando intentan saltar una colina en la primera película, debido a que tiene 30 años de antigüedad. Tras llegar a El Paso en una pulidora de hielo Zamboni robada, el dúo se infiltra en la convención y Harry personifica a Bernard, de tal manera que él y Lloyd ingresen al seminario. Ellos entran en un argumento, sin embargo, cuando Harry descubre que Lloyd se ha enamorado de Penny. Tras ser sacado de la convención por no estar en la lista de invitados, Lloyd recibe un llamado de Penny. Tras informar a Penny que está en el pueblo con su padre, estos preparan una reunión durante la cual Lloyd erróneamente deduce que él, no Harry, es el padre de Penny.
Adele llega a la convención con Lippincott, y expone a Harry como un fraude, diciéndole a los anfitriones de la convención que él robó el paquete. Fraida también llega y activa la alarma contra incendios para crear una distracción después de que ella y Penny se les niega el ingreso. Mientras el edificio es evacuado, Harry se topa con Fraida y Penny, justo cuando Lippincott y Adele los arrinconan con armas en el baño. En dicho momento, Lloyd regresa, habiendo estado en México para tener uno de sus riñones removidos para Harry. Adele y Lippincot toman el paquete para abrirlo, solo para ver que contiene unos cupcakes, dos de los cuales Lloyd ya comió. Entonces, tres agentes del FBI entran en con un curado Bernard, quien les informa que sabía que Adele, no Penny, quién escribió que no se contactara de nuevo en la carta de Fraida. También revela que los cupcakes fueron un regalo de agradecimiento a los anfitriones de la convención y que nunca hubo un invento valioso, en respuesta, Adele intenta balear a Penny, pero Harry salta en frente de la bala y es lesionado. Adele (quien es golpeada por Fraida) y Lippincott son arrestados.
Harry es llevado al hospital, donde le revela a Lloyd que lo estaba engañando con respecto a necesitar un riñón y ambos bien. Fraida también revela que el padre biológico de Penny no es ni Harry ni Lloyd, si no un amigo de la secundaria de ambos llamado Peter “Pee-Stain” Stainer. Mientras el dúo deja El Paso, ellos encuentran a dos mujeres caminando en su dirección y las empujan contra un arbusto a modo de broma, para luego huir corriendo.
En una escena poscréditos, Lloyd y Harry arrojan sus malteadas (ya que ellos querían el sabor del otro) hacia el parabrisas de un camión. El conductor de dicho camión es Sea Bass (el camionero agresivo de la primera película) quien, enfurecido, acelera para arrollarlos antes de que aparezca el aviso promocional de una ficticia tercera parte que se estrenará en 2034.

## Reparto
- Jim Carrey como Lloyd Christmas.
- Jeff Daniels como Harry Dunne.
- Laurie Holden como Adele Pichlow, principal antagonista de la película.[1]
- Kathleen Turner como Fraida Felcher.
- Rachel Melvin como Penny Pichlow, hija del Dr. Pichlow[1]
- Brady Bluhm como Billy del apartamento 4C.
- Steve Tom como Dr. Pichlow[1]
- Rob Riggle como Travis y el Capitán Lippencott: Hermanos gemelos.
- Bill Murray como Ice Pick (Cameo).

## Producción

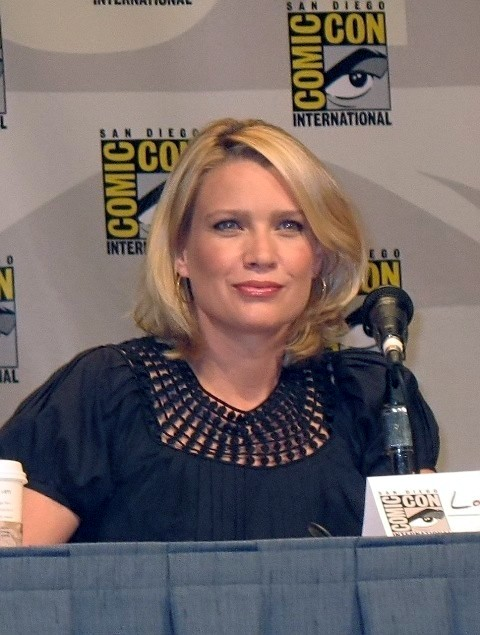
Laurie Holden

En febrero de 2011, Bobby Farrelly dio a entender que él y Peter Farrelly estaban considerando hacer una secuela de Dumb and Dumber. El 26 de octubre de 2011, los hermanos Farrelly confirmaron que harían una secuela.
En abril de 2012, se hizo público que Jim Carrey y Jeff Daniels habían firmado para la secuela. También se confirmó que el título de la secuela sería Dumb and Dumber To. Parte de la trama se informa de comprender uno de los personajes en busca de su hijo perdido, a fin de obtener un riñón.
El 1 de octubre de 2012, se informó de que el guion se ha completado y que los actores originales, Carrey y Daniels, de hecho repiten su papel, a pesar de que Carrey se había retirado temporalmente de su participación en junio de 2012 debido a la preocupación de que Warner Bros. tenía mostrado poco entusiasmo por la secuela, y Daniels amenazando con retirarse de la secuela, si no incluían a Carrey.